# Északi tüskéslaska
Az északi tüskéslaska (Climacodon septentrionalis) a Meruliaceae családba tartozó, Eurázsiában és Észak-Amerikában honos, lombos fákon élősködő, nem ehető gombafaj.

## Megjelenése
Az északi tüskéslaska termőtestei csoportosan, sűrű tömegben nőnek, sokszor közös tőről eredve; messziről látható telepei elérhetik a 80 cm-es magasságot. A termőtest a tövénél elérheti a 30 cm szélességet, vastagsága az 5 cm-t. Vese vagy félkör alakú, keresztmetszetben domború, lapos, vagy enyhén benyomott. Felülete ragacsos vagy száraz, szőrös vagy nemezes. Színe fehéres, idősen sárgás, esetleg enyhén, koncentrikusan zónázott.
Az alsó termőréteget 1-2,5 cm hosszú tüskék alkotják, amelyek színe fiatalon fehér, később sárgás.
Húsa kemény, színe fehér, sérülésre nem színeződik el. Átvágva növekedési zónák figyelhetők meg benne. Íze fiatalon enyhe, később kellemetlen, keserű. Szaga fiatalon nem jellemző, később kellemetlen.
Spórapora fehér. Spórája ellipszoid, sima, mérete 4,5-5 x 2-2,5 μm.

### Hasonló fajok
Messziről taplókkal vagy laskagombákkal lehet összetéveszteni, de tüskés termőrétege alapján jól felismerhető.

## Elterjedése és termőhelye
Európában, Észak-Amerikában és Japánban honos. Magyarországon nagyon ritka.
Lomberdőkben található meg, ahol még élő fák (elsősorban juhar és bükk) faanyagát bontja, ún. szívkorhadást okozva. Gyakran annyira legyengíti a fát, hogy a szél kidönti. Néha nemrég kidőlt fatörzseken vagy tuskókon is megtalálható. A termőtestek viszonylag tartósak, több hétig élnek, zöldes algabevonat képződhet rajtuk. Júliustól októberig fejleszt termőtesteket.

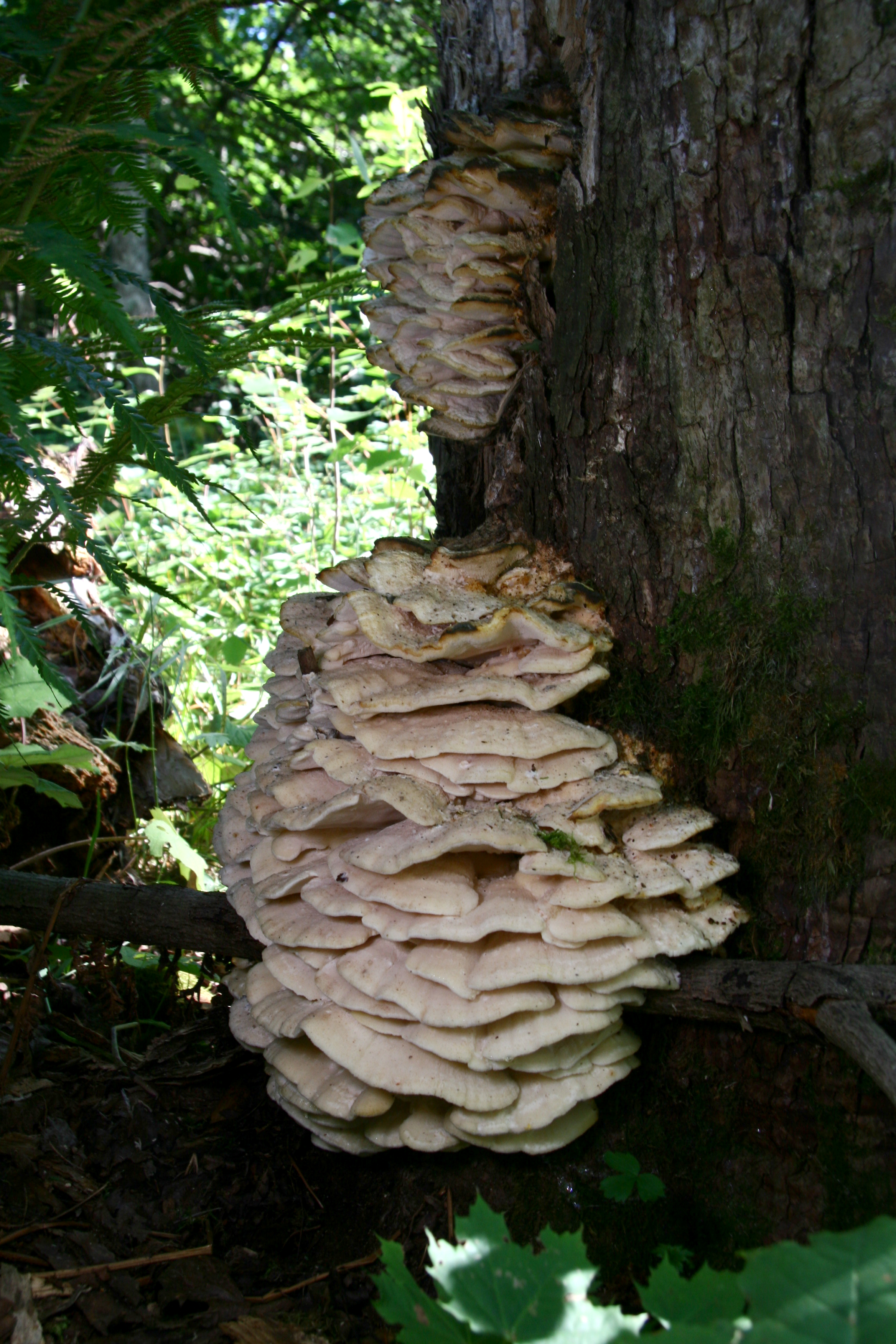
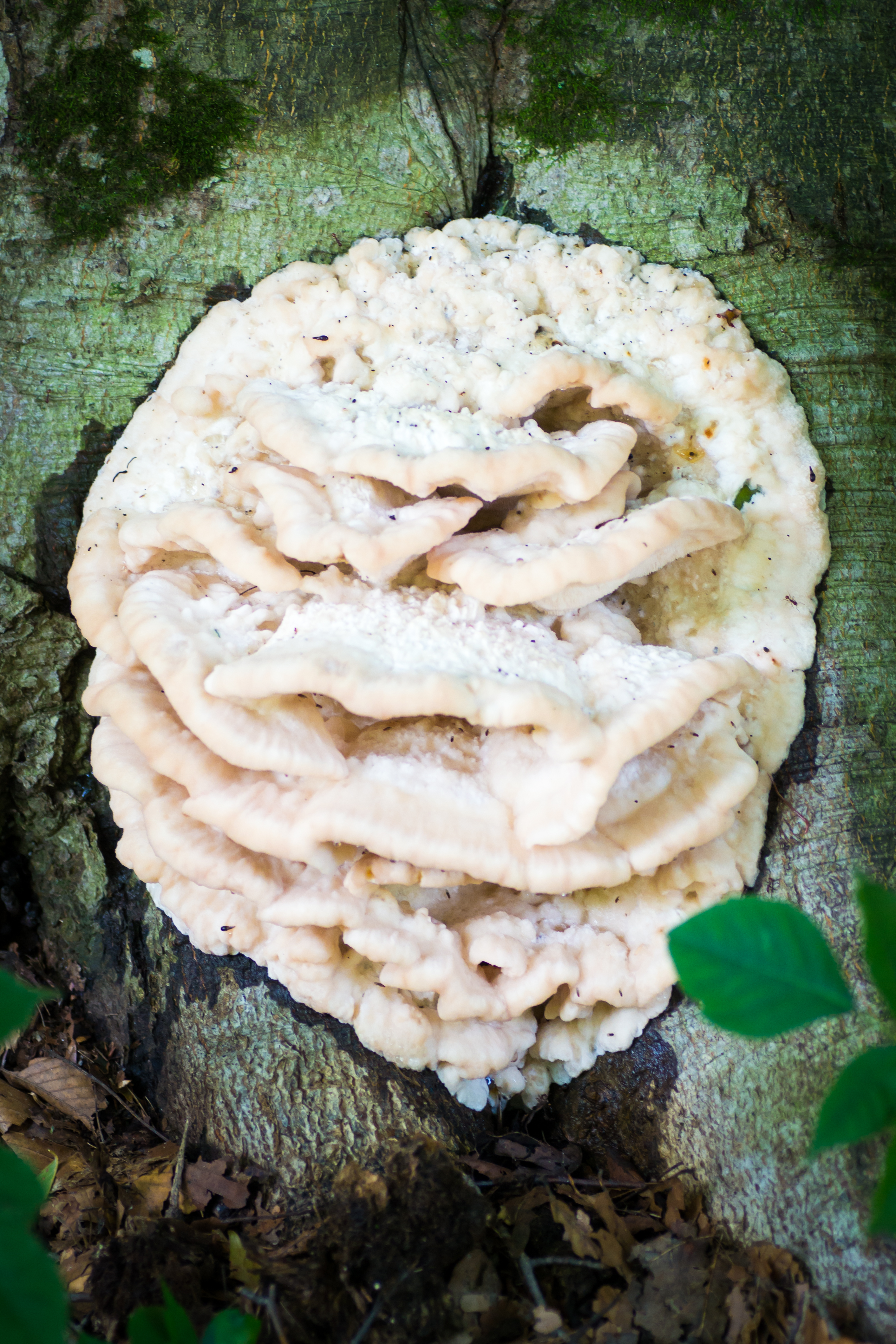
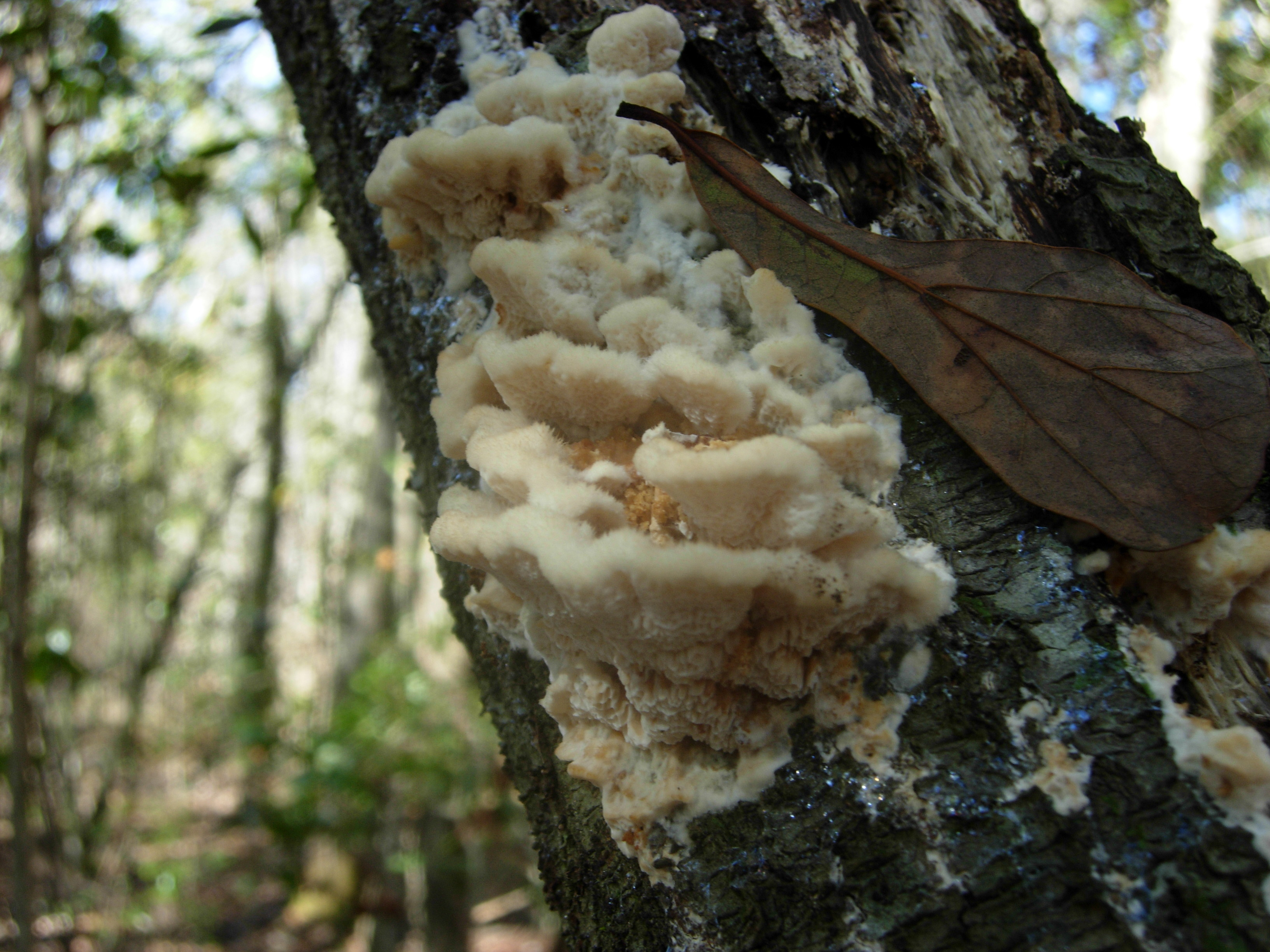
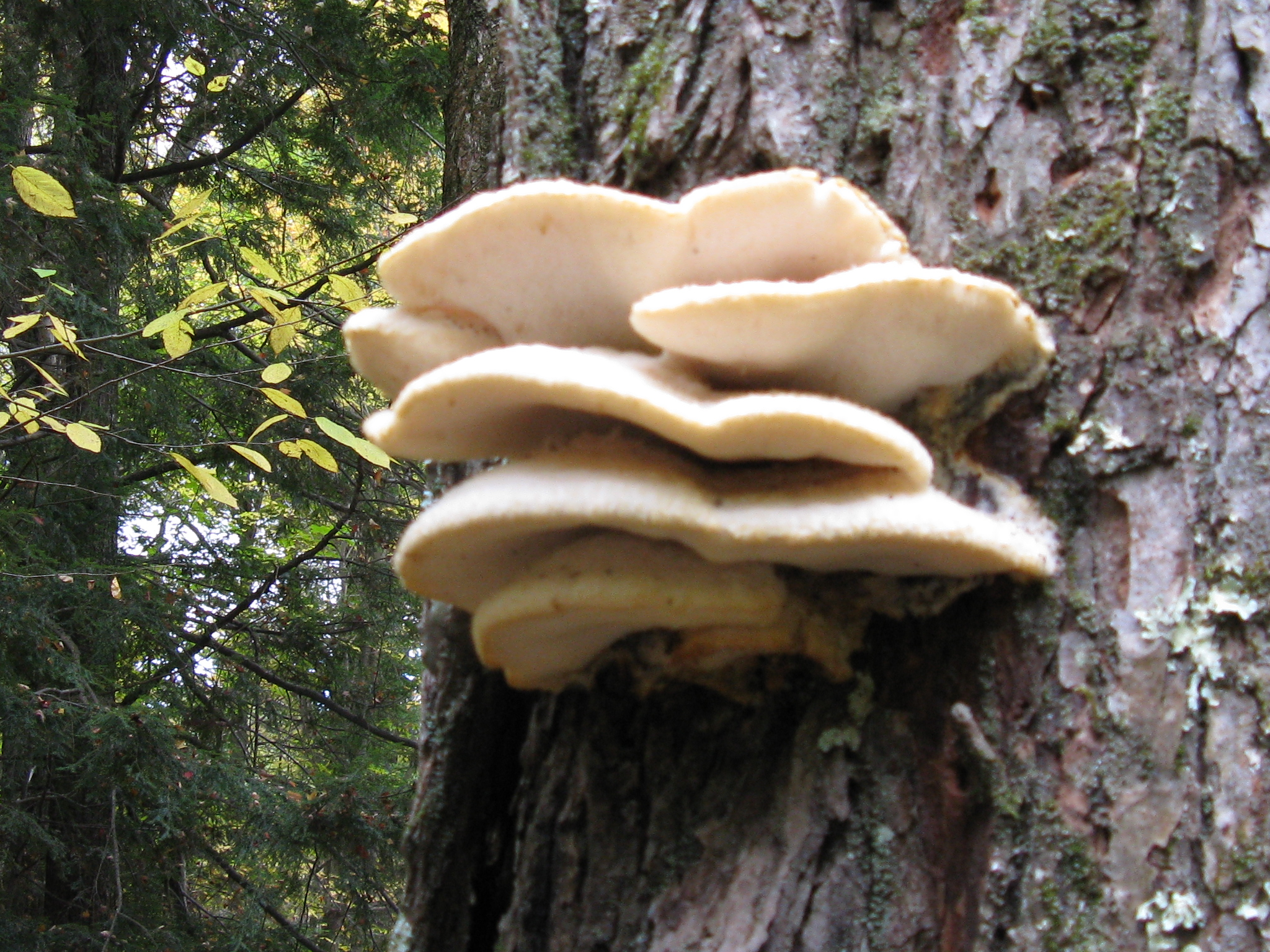
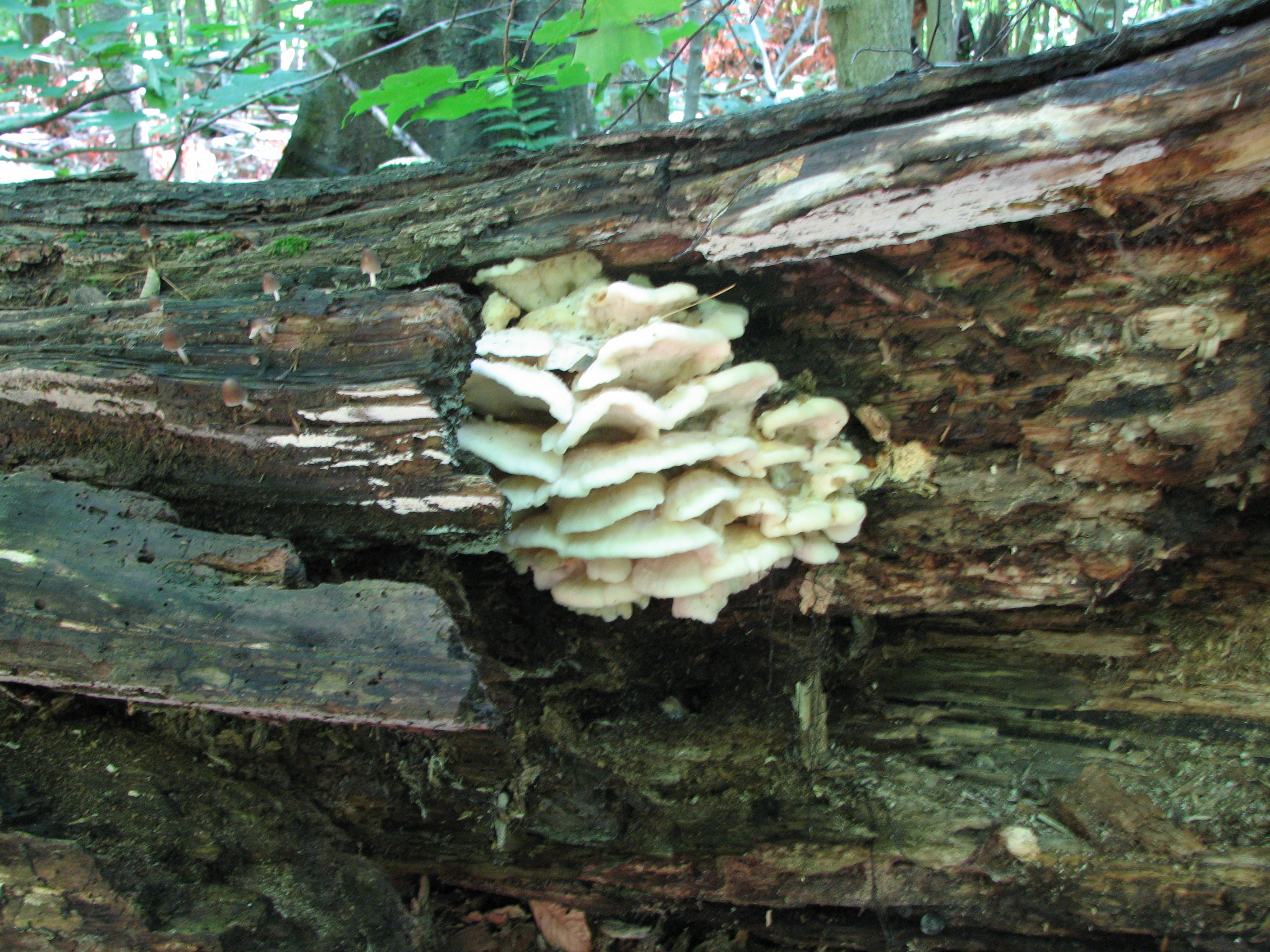

Nem ehető.  